# Euryopis splendens
Euryopis splendens är en spindelart som först beskrevs av William Joseph Rainbow 1916.  Euryopis splendens ingår i släktet Euryopis och familjen klotspindlar.
Artens utbredningsområde är New South Wales. Inga underarter finns listade i Catalogue of Life.